# Hillman (marka samochodów)

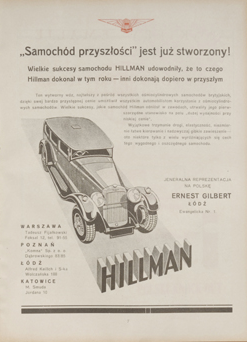
Przedwojenna reklama samochodów marki Hillman

Hillman – brytyjska marka samochodów powstała na początku XX wieku.

## Historia
William Hillman pracował w 1890 roku jako majster w fabryce rowerów Johna Starleya w Coventry. W 1907 roku nawiązał współpracę z francuskim konstruktorem Luisem Coatalenem w celu podjęcia w Coventry produkcji samochodów. Coatalen pracował wówczas dla Humbera. U Hillmana zbudował samochód z czterocylindrowym, 25-konnym silnikiem. Później Coatalen przeszedł do Sunbeama (wszystkie trzy firmy spotkały się następnie w koncernie Rootesa). Firma Hillman Motor Car Company stworzyła jeszcze skromne auto z silnikiem dwucylindrowym oraz większe z sześciocylindrowym. W 1928 roku Hillman przeszedł do koncernu Rootesa rok przed Humbertem. Najpopularniejszym modelem lat trzydziestych był 1,2-litrowy Minx. Także po 1945 roku marka Hillman była znana przede wszystkim z mniejszych wozów średniej klasy. Od 1964 roku do Rootes Group należał Chrysler, który w 1970 przejął ten koncern w całości. Rozpoczął się okres zacierania cech charakterystycznych. Poszczególne marki: Plymouth i Dodge, Chrysler i Talbot, Sunbeam i Humber wymieniały się wzajemnie określeniami marek i modeli, tworzyły rynki eksportowe i nowe konstrukcje.
Marka Hillman zniknęła ostatecznie z samochodowego rynku w 1977 roku.